# أنوبيس (رواية)
أنوبيس هي رواية خيالية صدرت عام 2002 كتبها المؤلف الليبي إبراهيم الكوني، وهي رواية تدور حول الأساطير، وزنا المحارم، وقتل الأب، وتحول الحيوانات، والتضحية البشرية، بالإضافة إلى فولكلور الطوارق عن أنوبيس.

## الفكرة الرئيسية والحبكة[3]
يدرك طفل من الطوارق يعيش بين الأساطير أنه لا يعرف بعض الأسرار.
تبدأ الرواية حين يصرخ الطفل بكلمة "أيلا"، وهي كلمة دينية تخص الطوارق، قيُصدم كل من حوله لأنه نطق بـ"النبوة" المنتظرة، وتبدأ مربية الأطفال تعليمه أنواعًا أخرى من الكلمات، مثل "وا" التي تعني المولود الجديد، و"أماه"التي تعني الطبيعة الأم، و "با" التي تعني الأب أو الروح، و"راغ" التي تعني"الله" أو "الشمس.
يدرك الطفل مع ذلك أيضًا أنه يمكن أن يدخل في اكتئاب شديد يمكن أن يجعله يهرب من كل هذه الكلمات، ليستجمع بعض الهدوء في الصحراء . كان يسمع الأساطير حول كيف أن الآباء لا يُقصد بهم أبدًا أن يكونوا مع عائلاتهم لأنهم يشبهون "الآلهة في السماء" حيث يظهرون فقط كأشباح أو لا يظهرون على الإطلاق.
أعلن الطفل أنه غير مقتنع، ويذهب إلى الغرب في مهمة خطيرة في الصحراء للعثور على هذا الأب الذي لا يعرفه إلا كظل من طفولته. ومع ذلك، يغضب عالم الأرواح ويختبر عزيمته. ولفترة من الوقت ، كوفيء بعدن الواحة الضائعة، ولكن يحاكي لاحقًا مع دخول شخصيات أخرى مصير صعود الحضارة الإنسانية. طارد البطل عاشقة لسنوات بالصحراء، والتي كبرت لتصبح كاهنة تشبه العرافة.
تنتهي الرواية بأقوال الطوارق التي جمعها المؤلف في بحثه عن أنوبيس التاريخي من الأمراء والحكماء أثناء الرحلات إلى معسكرات الطوارق، ومن النقوش المكتوبة بخط التيفيناغ القديم في الكهوف وعلى المخطوطات الممزقة.

## الاقتباسات[3]
"إن رسالة كل حياة هي السعادة. وحياة كل رسالة تضحي بالسعادة".
"الحكمة هي شعر الحكماء. والشعر حكمة الحكماء".
"الجسد: الخارج الذي يجب إخفاؤه".
الروح : الداخل الذي يجب أن يظهر"